# Kenny Kirkland
Kenneth David «Kenny» Kirkland (28 de septiembre de 1955 en Newport – 12 de noviembre de 1998 en Nueva York) fue un pianista y teclista estadounidense de jazz. Es sobre todo conocido por su trabajo con Sting, Branford Marsalis, Wynton Marsalis y Kenny Garrett.

## Historial
Estudió piano y teoría musical en la Manhattan School of Music, época en la que participaba en numerosas jam sessions en un loft en la tercera avenida con la calle 30, donde coincidió con Branford Marsalis, Victor Bailey, Wallace Rooney y otros. Consigue su primer trabajo profesional con el violinista polaco Michal Urbaniak, con el que realiza una gira por Europa en 1977, y con el que graba los álbumes Urbaniak y Daybreak. Su siguiente grupo será la banda del contrabajista Miroslav Vitous, con quien grabó los discos  First Meeting y Miroslav Vitous Group, ambos en el sello ECM.
Tocará después con Don Alias y Terumasa Hino, al que acompaña a Japón. Allí coincide con Wynton Marsalis quien le recluta para su primer disco, y con el que desarrollará una larga relación musical, que se continuará con su hermano, Branford Marsalis. A lo largo de su carrera, Kirkland ha tocado como acompañante, y ha grabado, con infinidad de músicos de diversos géneros: jazz (Bob Berg, Art Blakey, Carla Bley, Donald Byrd, Kenny Burrell, Terence Blanchard, Cornell Dupree, Kevin Eubanks, Gil Evans, Chico Freeman, Steve Gadd, Kenny Garrett, Dizzy Gillespie, Abdullah Ibrahim, Elvin Jones, Stanley Jordan, y otros muchos); pop y rock (Crosby, Stills, Nash & Young, Joni Mitchell, Ben E. King o Angela Bofill); e incluso world music (Youssou N'Dour y Angélique Kidjo).
Junto con Branford Marsalis y Omar Hakim, en 1985, se incorpora al grupo de Sting, con quien realiza varias giras mundiales y graba cinco discos: The dream of the blue turtles, Bring on the Night, ...Nothing Like the Sun, The Soul Cages y Mercury Falling. En 1991, publica su primer disco como líder, Kenny Kirkland, en GRP Records, y los siguientes años colabora con antiguos socios, como Jeff Watts. Un álbum publicado por Sunnyside Records, Thunder And Rainbows/J.F.K., también lo acredita como líder, aunque inicialmente no era así. En junio de 1998 debe ser operado de una grave dolencia cardíaca y, aunque se recupera temporalmente, muere el 12 de noviembre.